# زكريا سيتشين
زكريا سيتشين (بالعبرية: זכריה סיטשין‏)، (الروسية: Заха́рия Си́тчин)، (11 يوليو 1920 - 9 أكتوبر 2010) كاتب أمريكي من مواليد الاتحاد السوفيتي.
من أنصار نظرية أن الحياة على الأرض ظهرت بفعل كائنات فضائية. قام بالاستدلال على نظريته من خلال ترجمة نصوص سومرية مكتوبة بالكتابة المسمارية من جنوب العراق الحالي. واسم هؤلاء الخالقين هو الـ أنوناكي، أي الخمسون الذين هبطوا على الأرض من السماء والذين ينحدرون من كوكب اسمه نيبيرو Nibiru. وبحسب الأسطورة السومرية فإنهم تجولوا بالأرض وقرروا خلق البشر في جنوب الخليج في العراق الحالي. وهم الذين بنوا الأهرام واتخذوها قاعدة لهبوطهم على الأرض. وبحسب ما يقول سيتشن قام الـ أنوناكي بالتزواج مع نساء البشر، إلا أن ظهور الفيضان العظيم، أو الطوفان، أجبرهم على الرحيل عن الأرض.
تمت ترجمة كتب زكاريا سيتشن إلى خمسة وعشرين لغة حول العالم.

## وصلات خارجية
- Official Website
- Kilgannon, Corey. "Origin of Species, From an Alien View", The New York Times, January 10, 2010. p. MB4.